# Dvorac Mirkovec
Dvorac Mirkovec je višeslojni objekt u mjestu Mirkovec, općini Sveti Križ Začretje, zaštićeno kulturno dobro.

## Opis dobra
Dvorac je smješten na padini brežuljka uz zagorsku cestu između Zaboka i Svetog Križa Začretje. Starijoj jednokrilnoj dvoetažnoj građevini iz 17. st. obrambene namjene, dograđena su dva krila koja su formirala tlocrtni U oblik u maniri renesansne prostorne organizacije. Dvorac okružuje djelomično očuvan perivoj star stotinjak godina, koji se dolaskom obitelji Vranyczany-Dobrinović uređuje u duhu engleske vrtne arhitekture. Usprkos manje uspješnim intervencijama mijenjanja prostornog koncepta kroz nekoliko stoljeća, dvorac s perivojem čini skladnu cjelinu i svjedok je vremena u kojem je nastao. Njegova stara jezgra iz 17. st. najstariji je primjer jednokrilnog dvorca u Hrvatskom zagorju.

## Zaštita
Pod oznakom Z-1906 zavedena je kao nepokretno kulturno dobro – pojedinačno, pravna statusa zaštićena kulturnog dobra, klasificirano kao "profana graditeljska baština".